# Syndipnus flaviventris
Syndipnus flaviventris là một loài tò vò trong họ Ichneumonidae.